# Movimiento directo

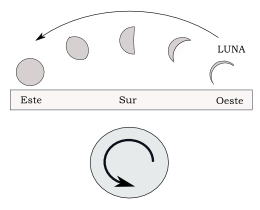
El movimiento mensual de la Luna es un caso de movimiento directo, que se aprecia con sentido antihorario desde ambos hemisferios. En la imagen, la Luna vista desde el hemisferio sur.

En Astronomía, el movimiento directo, sentido directo o movimiento prógrado se define de diferentes formas:
- Movimiento de rotación de un astro en sentido antihorario, visto desde encima del Polo Norte solar.
- Movimiento de un cuerpo en su órbita , en sentido antihorario, visto desde encima del Polo Norte solar.
- Movimiento de oeste a este de un astro en la esfera celeste, es decir, movimiento de derecha a izquierda (antihorario) visto mirando hacia el sur.

Por ejemplo, el movimiento mensual de la Luna es un caso de movimiento directo. Si se observa la Luna respecto al fondo de estrellas durante varios días a la misma hora, desde el hemisferio norte se puede apreciar el movimiento en sentido antihorario. Sale por el oeste en fase creciente, y aproximadamente dos semanas después se pone por el este en su fase llena.

## Movimiento retrógrado (sentido retrógrado)

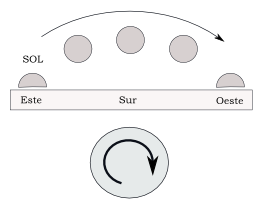
El movimiento diario aparente del Sol de este a oeste es un movimiento retrógrado, o de sentido horario desde el hemisferio norte.

Movimiento retrógrado es el movimiento opuesto al directo, y se define como:
- La rotación de un cuerpo en sentido horario, visto desde encima del polo Norte solar.
- El movimiento de un cuerpo en su órbita, en sentido horario, visto desde encima del polo Norte solar.
- El movimiento de este a oeste de un astro en la esfera celeste, es decir, movimiento de izquierda a derecha (horario) visto mirando hacia el sur.

Por ejemplo el movimiento diario aparente del Sol de este a oeste es un movimiento retrógrado o de sentido horario visto desde el hemisferio norte. Además el movimiento diurno del Sol es ligeramente más lento que el de las estrellas lejanas. Su periodo es un día solar de 24 horas, mientras que el de las estrellas es un día sidéreo, unos 4 minutos más corto.
En el sistema solar solo dos planetas tienen rotación retrógrada: Venus y Urano. La inclinación axial de los cuerpos con movimiento retrógrado es mayor de 90°. Venus está inclinado 177,36° respecto a su órbita, y Urano 97,86°.
El movimiento directo y retrógrado están definidos considerando una determinada posición del observador (desde encima del Polo Norte solar), y para una determinado sentido de su visual (mirando hacia el sur). Por lo tanto un movimiento será directo o retrógrado con independencia del observador. Otra cosa es que sea apreciado por el observador en sentido horario o antihorario. Por lo que el movimiento orbital de la Luna es directo tanto en el hemisferio norte como en el hemisferio sur, aunque se aprecie con sentido antihorario en el hemisferio sur, y con sentido horario en el norte. Análogamente, el movimiento diurno del Sol es retrógrado, y será horario para un observador del hemisferio norte, y antihorario para otro del hemisferio sur. Digamos que directo o retrógrado son el verdadero sentido del movimiento, mientras que sentido horario o antihorario es circunstancial, depende de la posición.